# Althepus phousalao
Espèce
Althepus phousalao est une espèce d'araignées aranéomorphes de la famille des Psilodercidae.

## Distribution
Cette espèce est endémique de la province de Champassak au Laos,. Elle se rencontre sur le Phou Salao.

## Description
La femelle paratype mesure 3,20 mm.

## Étymologie
Son nom d'espèce lui a été donné en référence au lieu de sa découverte, le Phou Salao.

## Publication originale
- Li, Liu & Li, 2018 : Ten new species of the spider genus Althepus Thorell, 1898 from Southeast Asia (Araneae, Ochyroceratidae). ZooKeys, no 776, p. 27-60 (texte intégral).